# Goniurosaurus luii
A lagartixa-leopardo chinesa (cientificamente Goniurosaurus luii) é um réptil nativo do sul da China. Caracteriza-se pelas suas pernas finas e alongadas e pela coloração marrom-azulada, com tiras finas de cor clara que cortam todo o animal.